# 阿爾哈費里亞宮
阿爾哈費里亞宮（西班牙語：Palacio de la Aljafería，阿拉伯语：‎，转写：Qasr al-Jaʿfariya）是位於西班牙城市薩拉戈薩的一座宮殿建築，是西班牙世界遗产“阿拉贡的穆德哈尔式建筑”的一部分。

## 历史
阿爾哈費里亞宮的大部分建筑是萨拉戈萨泰法穆斯林王国在11世纪建造。公元1118年，阿方索一世在收复失地运动中夺回了萨拉戈萨，阿尔哈费里亚宫之后成为了阿拉贡王室用地。在佩德罗四世时期，这里成了皇家住所，许多伊斯兰风格的建筑被改建成天主教风格建筑。文艺复兴时期，人们修建了城墙和军事防御结构。它在半岛战争期间遭到了拿破仑军队的破坏。

## 图集

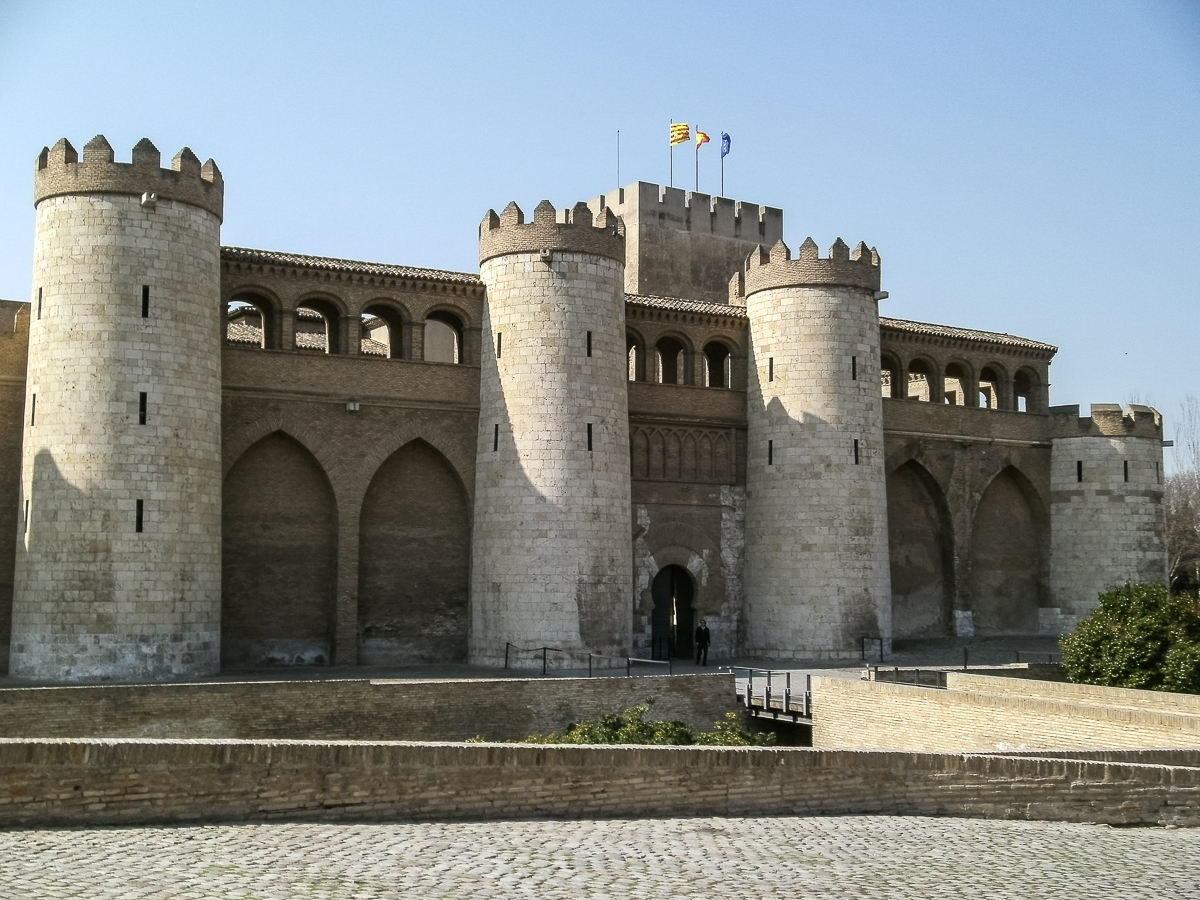
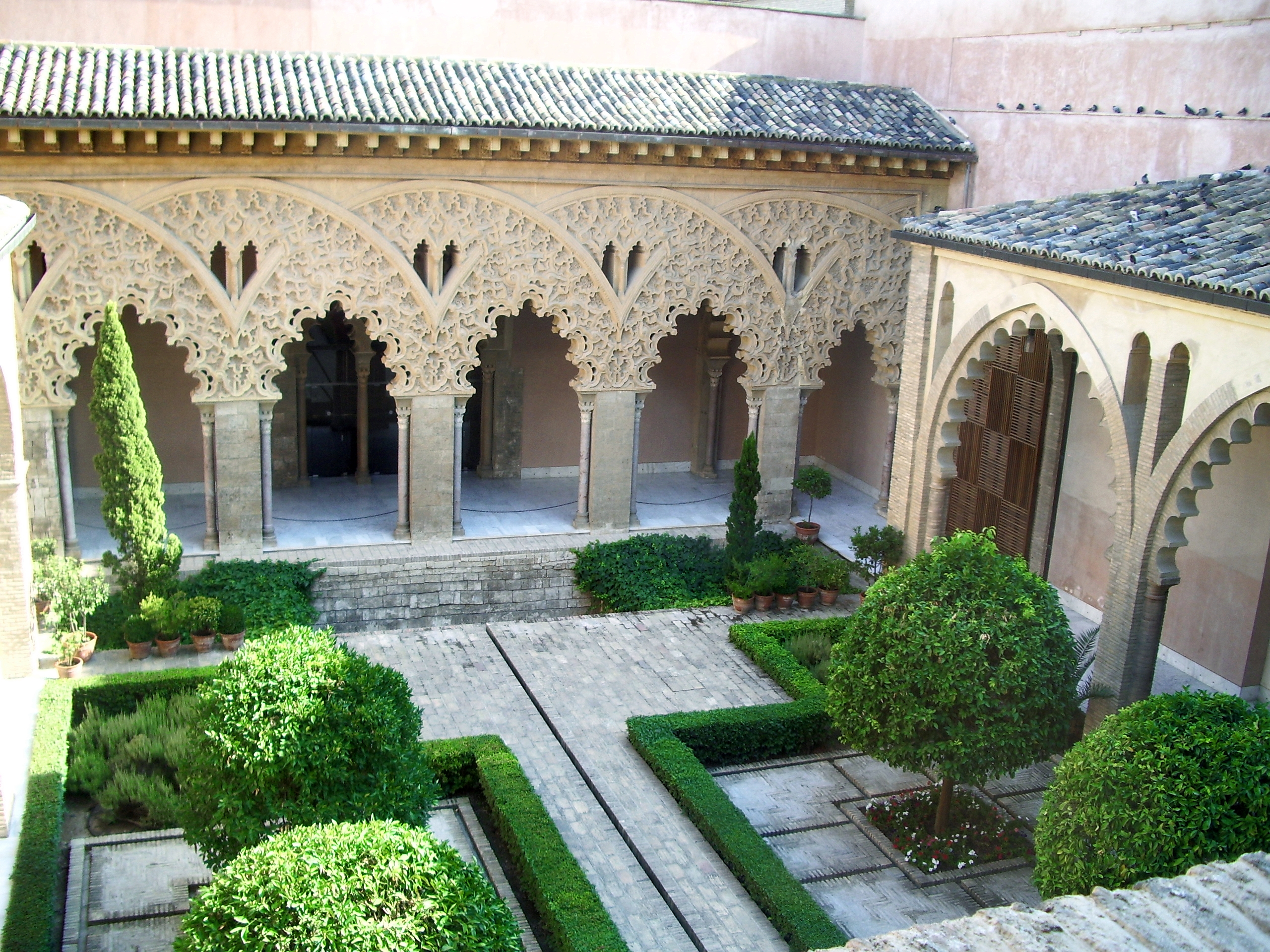
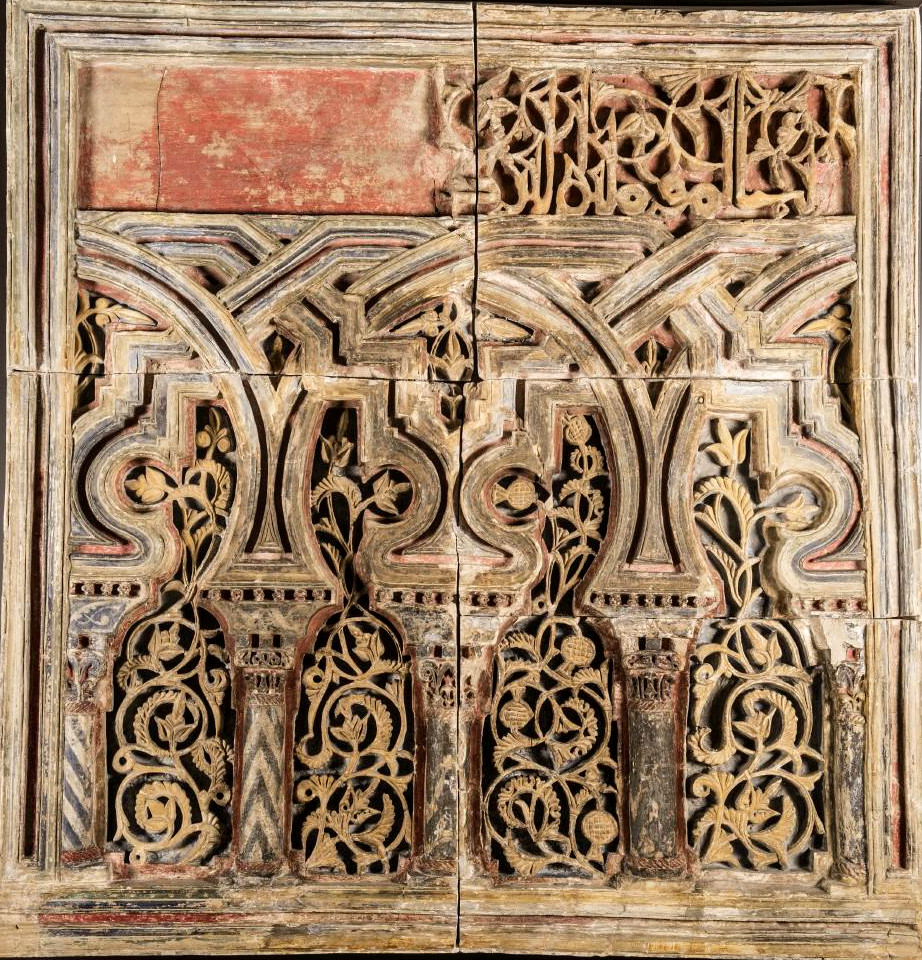
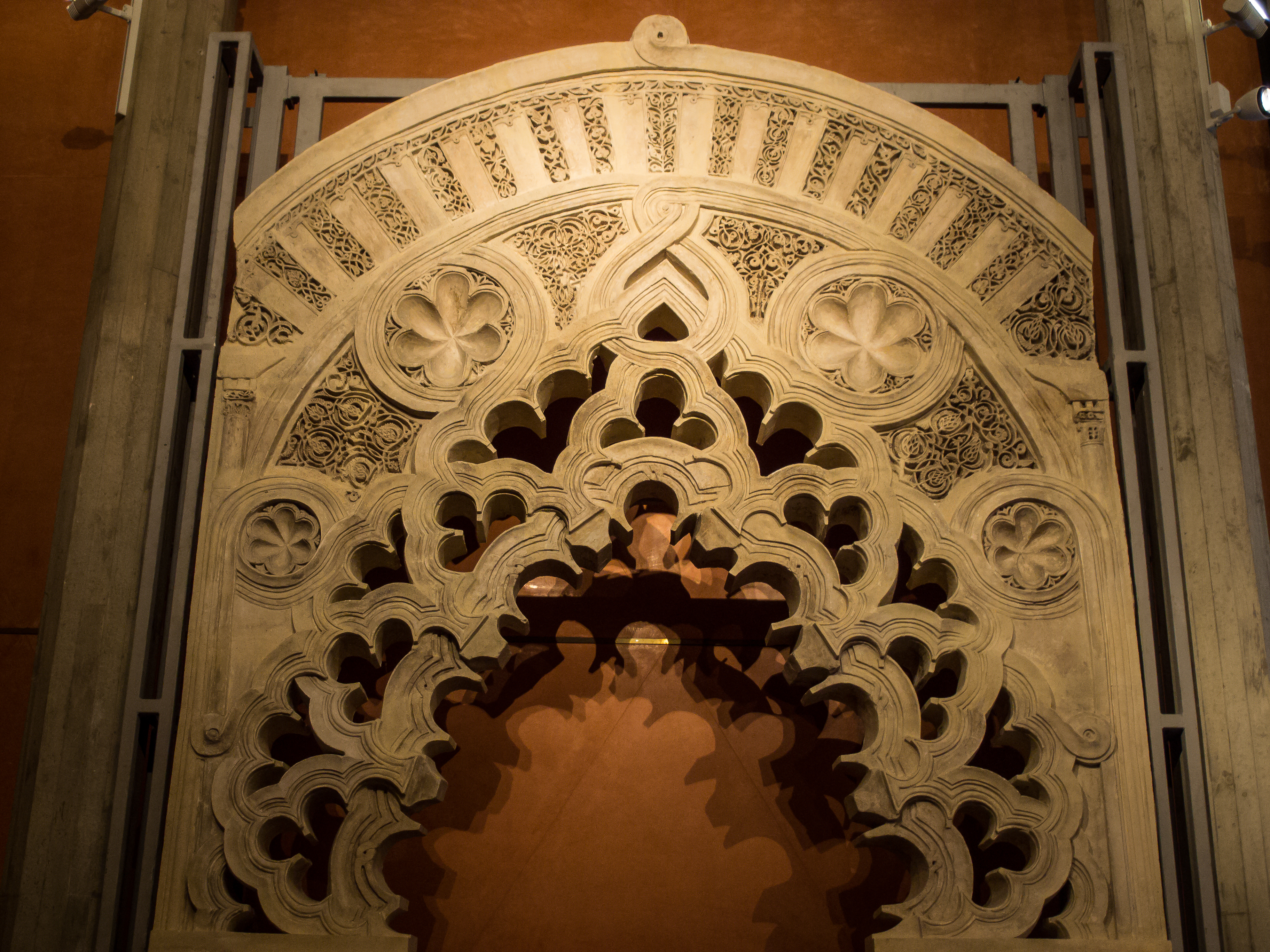
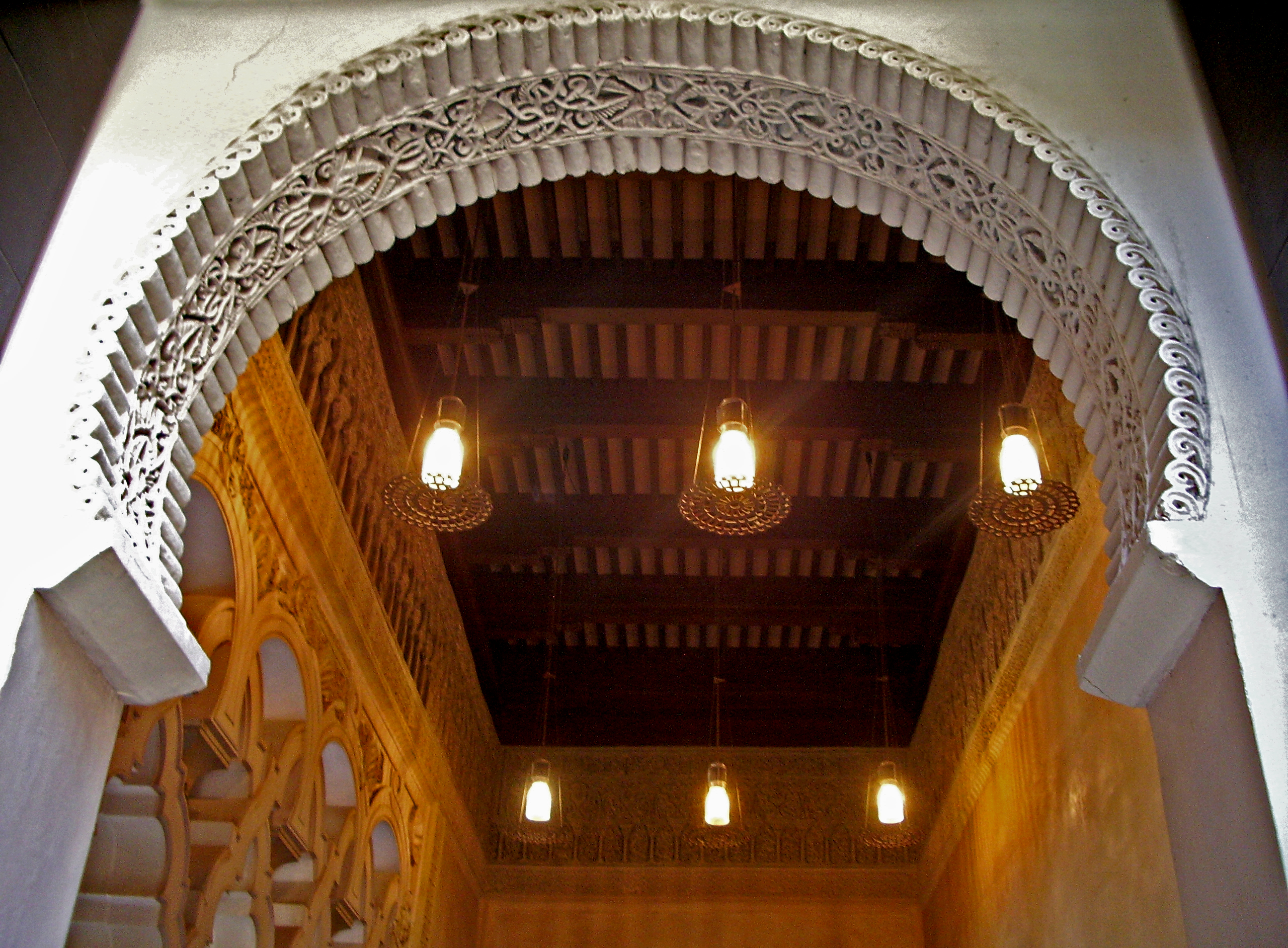

## 脚注
1. ↑  . UNESCO World Heritage Center.   [2018-11-06]. （原始内容存档于2017-07-11）.
2. ↑  Cabañero Subiza, Bernabé, «La Aljafería de Zaragoza» （页面存档备份，存于）, Artigrama, n.º 22, 2007, pp. 103-129. ISSN 0213-1498.

## 外部連結
- 存档连接
- 虚拟现实游览 （页面存档备份，存于）
- 安达卢斯与伊斯兰艺术 （页面存档备份，存于）（大都会博物馆）